# Accident d'un Vickers Viking d'Air Nautic
L'Accident d'un Vickers Viking d'Air Nautic est un accident aérien impliquant un vol charter de la compagnie française Air Nautic, le 12 septembre 1963. L'avion, un Vickers Viking 1B, s'écrase sur le pic de la Roquette dans le département des Pyrénées-Orientales en France. L’avion transportait 36 ressortissants britanniques et 4 membres d’équipage français, faisant ainsi 40 victimes,.
C'est le second accident mortel impliquant un avion de la compagnie Air Nautic en moins d'un an. Le 29 décembre 1962, un Boeing 307 s'écrase sur le Monte Renoso en Corse faisant 25 victimes,.

## Enquête
Le rapport d'enquête met en évidence la qualification insuffisante de l'équipage entraînant des erreurs de navigation fatales. Les manquements d'Air Nautic dans les procédures et la documentation nécessaire aux pilotes. Enfin, une météo défavorable et l'état de fatigue avancé de l'équipage.